# Adansonia madagascariensis
Adansonia madagascariensis ist eine Pflanzenart der Gattung Affenbrotbäume (Adansonia) in der Familie der Malvengewächse (Malvaceae). Sie ähnelt Adansonia digitata, hat aber aufrechte, rosarote Blüten.

## Beschreibung

### Vegetative Merkmale
Adansonia madagascariensis sind kleine bis große, massige, 5 bis 25 Meter hohe Laubbäume mit blassgrauer glatter Rinde. Ausgewachsene Blätter sind handförmig geteilt mit 5 bis 7 Teilblättern und sitzen an 6 bis 7 Zentimeter langen Blattstielen. Die kahle Blattspreite ist verkehrt eiförmig-spatig, 9 bis 10 Zentimeter lang und 3 bis 4 Zentimeter breit. Der Blattrand ist ganzrandig.

### Blütenstände und Blüten
Die einzelnen Blüten sind aufrecht. Ihre bandförmigen Kelchblätter sind 18 Zentimeter lang und 1 bis 1,7 Zentimeter breit. Die rosarote, bandförmig Blütenkrone ist 13 Zentimeter lang und 1,5 Zentimeter breit. Die zahlreichen Staubblätter sind zu einer bis 9 Zentimeter langen Röhre mit 5 bis 11 Zentimeter langen freien Spitzen verwachsen.
Die Blütezeit reicht von Februar bis April.

### Früchte
Die im November reifenden Früchte sind kugelig bis eiförmig und enthalten nierenförmige, seitlich abgeflachte Samen.

## Systematik, Chromosomenzahl und Verbreitung
Adansonia madagascariensis ist endemisch im Nordwesten von Madagaskar von Antsiranana bis in das Gebiet von Sambirano verbreitet. Sie wächst in trockenen oder feuchten Laubwälder auf Kalkstein, Sandstein und Gneis.
Die Erstbeschreibung wurde 1876 von Henri Ernest Baillon vorgenommen.
Die Chromosomenzahl ist {\displaystyle 2n=88}.
Synonyme zur Art sind Baobabus madagascariensis (Baill.) Kuntze und Adansonia bernieri Baill. ex H.Poisson.

## Verwendung
Die geschwollenen Wurzeln junger Sämlinge sind essbar und werden als Gemüse verwendet. Die harten, trocknen Früchte sind wenig schmackhaft und werden selten als Nahrung verwendet.

## Gefährdung
Adansonia madagascariensis wird in der Roten Liste gefährdeter Arten der IUCN als „Near Threatened (NT)“ eingestuft.

## Nachweise